# Пам'ятник Тарасові Шевченку (Хмельницький)

Пам'ятник Тарасу Шевченку в Хмельницькому

Пам'ятник Тарасу Шевченку в Хмельницькому — пам'ятник великому українському поетові Тарасу Григоровичу Шевченку, встановлений у місті Хмельницькому.

## Загальні дані
Хмельницький пам'ятник Тарасу Шевченку розташований у само́му середмісті в Парку імені Тараса Шевченка по вулиці Проскурівській, 40.
Автори пам'ятника — відомі українські скульптори І. Зноба (задум, проєкт) та народний художник України В. Зноба (втілення проєкту) та архітектор В. Громихін.
Пам'ятник зроблено з подільського сірого граніту.

## Опис
Пам'ятник Тарасу Шевченку в Хмельницькому являє собою цільний монумент заввишки близько 5 метрів, вирізьблений зі з'єднаних чотирьох гранітних брил, що стоїть на всіяному травою невеликому підвищенні — монументальний образ Шевченка ніби «виростає» з кам'яної брили. Таким чином проведено аналогію між міцністю каміння та непохитністю духу Кобзаря.
Шевченко втілений у граніті за світлиною, зробленою відразу по його поверненні із заслання, що дуже позначилося на зовнішності 47-річного поета, — одягнений у кожух та високу смушкову шапку зарано постарілий чоловік спирається на костур. Са́ме цей факт — втілення образу старого Шевченка не раз викликав нарікання в громадськості міста. Серед інших зауважень до художньої цінності пам'ятника — статичність фігури та те, що він з центральної вулиці Проскурівської влітку фактично не проглядається з відстані (через паркові дерева), і є фактично схованим у парку.

## З історії пам'ятника
Історія створення хмельницького пам'ятника Шевченкові розпочалася у березні 1991 року, коли в Парку ім. М. Коцюбинського (нині носить ім'я Шевченка) було закладено пам'ятний камінь.
Попри низку протестів хмельничан — представників інтелігенції та громадськості, з приводу не досить привабливого втілення художнього образу Великого поета, а також невдалого місця розташування пам'ятника, 19 грудня 1992 року його було урочисто відкрито.
У теперішній час місце біля пам'ятника є традиційним для зборів інтелігенції та представників влади під час відзначень щорічних Шевченківських дат. Незважаючи на невеликий розмір ділянки, тут також проводяться мітинги, інші культурні та політичні заходи.

## Джерело
- Рожко-Павленко Людмила Пам'ятник Тарасу Шевченку // Хмельницький культурний: з минулого в майбутнє. Культурна спадщина та культурні осередки міста Хмельницького., Хмельницький, 2006, стор. 49—50